# Skonnert
En skonnert er i skibsterminologi betegnelsen for et skib rigget med to eller flere skonnertriggede master; et hurtigtgående fartøj med minimum fokkemast og stormast, som bærer langskibs sejl på alle master, som dog også kan føre råsejl på fokkemasten enten som topsejl eller som bredfok. I vore dage betegner skonnert et sejlskib med to master med gaffel- eller bermudarig og med den agterste mast højest. Tremastede skonnerter har for det meste tre lige høje master.

## Orlogsskonnerter
I sømilitær sammenhæng var skonnerterne ret ubetydelige. De blev brugt på linje med brigger som vagtskibe og til opmåling og udforskning af farvande. Da artilleriet blev kraftigere fra 1850'erne, fik de en ny karriere som en slags søgående kanonbåde. Fra 1861 til 1876 blev der bygget seks danske orlogsskonnerter.